# Longyearbyen
Longyearbyen er Svalbards administrationscenter og ligger inderst ved Adventfjorden på øen Spitsbergen. Stedet havde 2 075 indbyggere (2013) og er en af verdens nordligste bosætninger. De fleste indbyggere er nordmænd, men næsten 40 nationaliteter er repræsenteret. Der er fri adgang til at bosætte sig i Longyearbyen for borgere fra alle stater som har underskrevet Svalbardtraktaten, men man må kunne forsørge sig selv.
Stedet blev oprettet i 1906 af entreprenøren John Munroe Longyear (1850–1922). Han var den største ejer i mineselskabet Arctic Coal Company, med hovedkontor i Boston i USA. Minerne og bygden blev i 1916 købt af Store Norske Spitsbergen Kulkompani. Longyearbyen blev nedbrændt og ødelagt af tyske styrker den 8. september 1943 og genopbygget efter 2. verdenskrig.
Tidligere var Longyearbyen en mineby, men fra begyndelsen af 1990-tallet har samfundet ændret sig. Mens der før var flere miner i drift omkring Longyearbyen, er der kun minen Gruve 7 som er i drift i dag. Gruve 7 producerer ca. 60 000 ton kul, hvor halvparten går til Longyear Energiverk – landets eneste kulkraftværk. I dag er turisme, forskning og uddannelse vigtige næringsveje sammen med minedriften. Svalbard lufthavn, Longyear har flyforbindelse til fastlandet hele året. 
Der er et aktivt idræts- og kulturliv i Longyearbyen. I Longyearbyen arrangeres verdens nordligste bluesfestival, Dark Season Blues hvert år i slutningen af oktober.
I 2002 blev der indført lokalstyre i Longyearbyen, hvor det folkevalgte organ Longyearbyen lokalstyre blandt andet fik ansvaret for infrastruktur, samfunds- og arealplanlægning og børnehaverne. Samtidig som Longyearbyen fik lokalstyre blev der også vedtaget et eget byvåben. 
De tilrejsende norske beboere på Svalbard er, udover registreringen i folkeregistret på Svalbard, også registreret i det norske folkeregister i deres respektive hjemkommuner på fastlandet. I disse kommuner har de også almindelig stemmeret ved valg. Svalbard er en del af det norske kongerige, men er ikke omfattet af alle norske love, og deltager ikke i f.eks. Schengen-samarbejdet eller EØS.

## Universitetscentret
I foråret 1993 blev Universitetssenteret på Svalbard (UNIS) stiftet. Universitetscentret er en stiftelse af de norske universiteter i Oslo, Bergen, Trondheim og Tromsø. Universitetscentret tilbyder arktisk biologi, arktisk geologi, arktisk geofysik og arktisk teknologi.